# Desiderio Fajardo
Desiderio Fajardo Hermida (Madrid, 10 dicembre 1899 – 29 agosto 1984) è stato un calciatore spagnolo, di ruolo centrocampista.

## Carriera

### Club
Giocò per otto stagioni nell'Athletic Club de Madrid (antico nome dell'Atlético Madrid) collezionando un totale di 40 presenze e cinque reti.

### Nazionale
Nel 1921 prese parte al match amichevole tra la nazionale spagnola e il Portogallo.